# Dicranota exclusa
Dicranota (Rhaphidolabis) exclusa là một loài ruồi trong họ Pediciidae. Chúng phân bố ở vùng sinh thái Palearctic.